# Albanezen in Montenegro
Met Albanezen in Montenegro (Albanees: Shqiptarët e Malit të Zi; Montenegrijns: Crnogorski Albanci) worden in Montenegro wonende etnische Albanezen, of Montenegrijnen van Albanese afkomst, aangeduid. In de volkstelling van 2011 werden 30.439 etnische Albanezen in Montenegro geregistreerd, hetgeen 4,91% van de Montenegrijnse bevolking is. De Albanezen vormen de grootste niet-Slavische etnische groep in Montenegro.

## Verspreiding

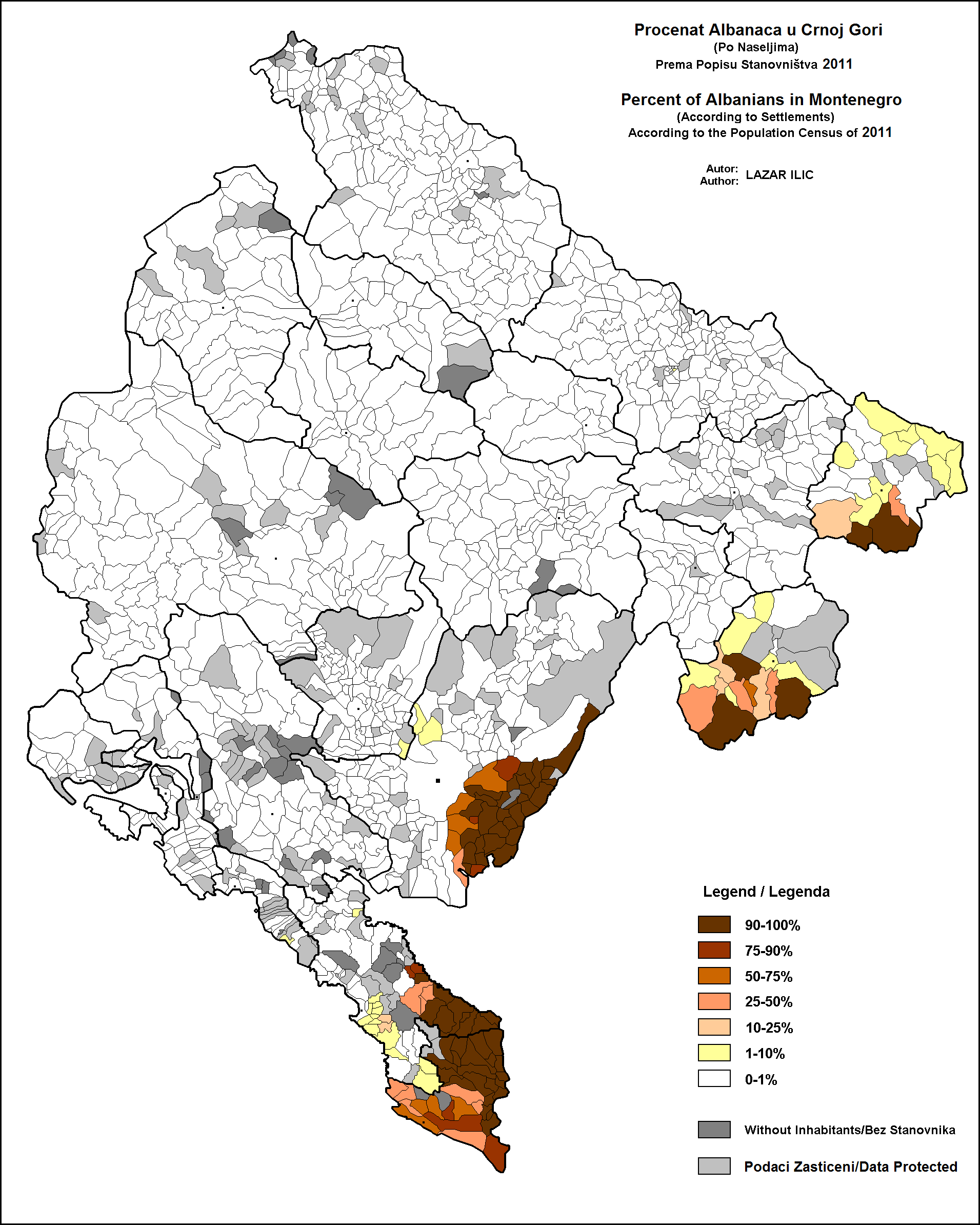
Verspreiding van de Albanezen in Montenegro (2011)

Albanezen zijn met name geconcentreerd in het zuidoosten en oosten van Montenegro, langs de Montenegrijnse grens met Albanië. De grootste en belangrijkste nederzetting van Albanezen in Montenegro is Ulcinj, waar ook het hoofdkantoor van de Albanese Nationale Raad is gevestigd. Naast een Albanese bevolkingsmeerderheid in Ulcinj (71%) en het nieuwgevormde Tuzi (68%), vormen Albanezen een significante minderheid in de gemeenten Gusinje (40%), Plav (19%), Bar (6%), Podgorica (5%) en Rožaje (5%).

## Religie
De meeste Albanezen in Montenegro zijn moslim (73,13%), gevolgd door een grote minderheid van katholieken (26,13%).
| Plaats     | Albanezen | Albanezen | Albanezen   |
| ---------- | --------- | --------- | ----------- |
| Plaats     | Totaal    | Moslims   | Katholieken |
| Ulcinj     | 14.076    | 12.313    | 1.704       |
| Podgorica  | 9.538     | 3.521     | 5.929       |
| Bar        | 2.515     | 2.451     | 46          |
| Plav       | 2.475     | 2.344     | 108         |
| Rožaje     | 1.158     | 1.157     | 1           |
| Montenegro | 30.439    | 22.267    | 7.954       |

## Taal
Het Albanees werd in 2011 door 32.671 personen als moedertaal gesproken, oftewel 5,27% van de Montenegrijnse bevolking. Krachtens artikel 13 van de Grondwet van Montenegro is de Albanese taal (naast het Servisch, Bosnisch en Kroatisch) een officiële taal en wordt erkend als een regionale minderheidstaal.

## Bekende personen

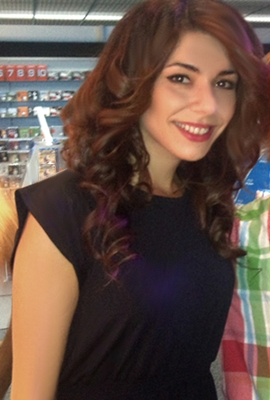
Edita Abdieski
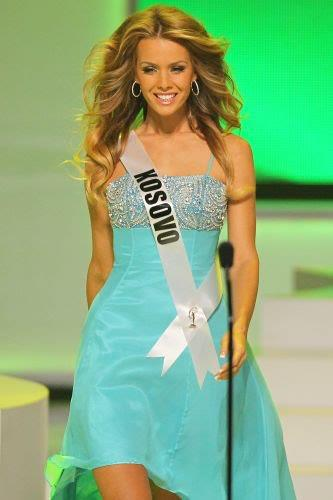
Afërdita Dreshaj
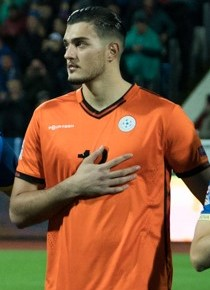
Arijanet Murić
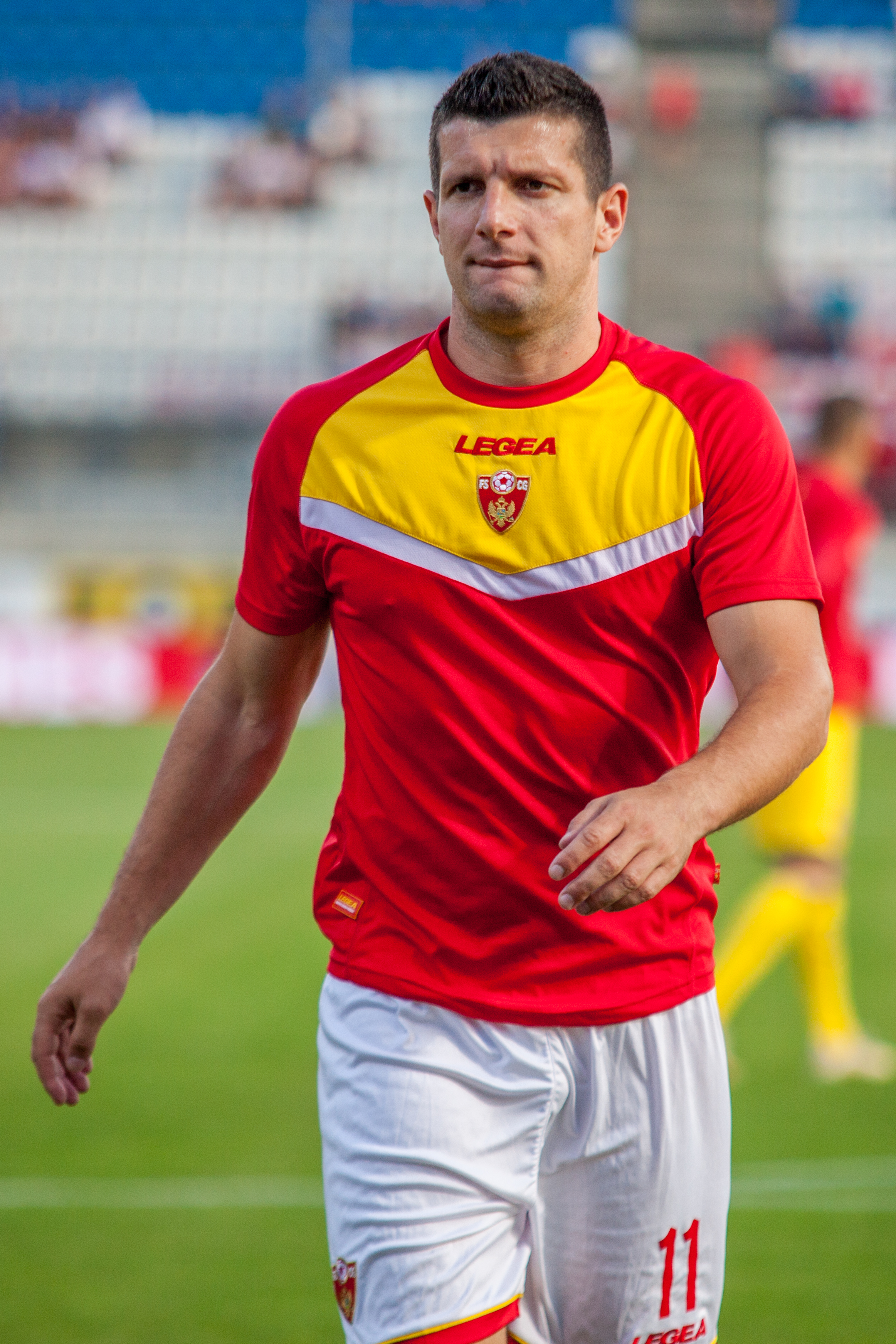
Fatos Bećiraj